# Johann Nepomuk Heinemann
Johann Nepomuk Heinemann (* 30. Mai 1817 in Hüfingen; † 22. Februar 1902 ebenda) war ein deutscher Lithograf und Fotograf.

## Leben
Johann Nepomuk Heinemann wurde als Sohn des Nagelschmieds Joseph Heinemann und dessen Frau Katharina, geb. Strobel, geboren. Er hatte einen Bruder Joseph, der ebenfalls Künstler war und mit der Schwester des Künstlers Rudolf Gleichauf verheiratet war. Johann Nepomuk verheiratete sich mit Elisabeth (gen. Lisette) Heinemann, geb. Reich, (1819–1871) einer Schwester von Lucian Reich und des Bildhauers Franz Xaver Reich.

## Ausbildung
Heinemann begann eine Lehre bei dem Uhrschild-Maler Dilger in Neustadt (Schwarzwald). Nach dessen frühem Tod lernte er bei Keller in Donaueschingen die Technik der Lithographie. Allerdings war er dort nur mit dem Drucken von schriftlichen Arbeiten, Tabellen und Impressen beschäftigt, was seinen künstlerischen Ambitionen nicht entsprach. Wie alle Hüfinger Künstler hielt er sich in den folgenden Jahren, wie sein Bruder Joseph, zu Studienzwecken in München auf. 1851 erging ein Aufruf der großherzoglichen Uhrmacherschule in Furtwangen, die badischen Künstler mögen mit Entwürfen der von der Schweizer Konkurrenz hart bedrängten Uhrmacherei beistehen, dem auch Heinemann folgte.

## Werk als Lithograph
Schon während seiner Lehre zeichnete Heinemann Porträts seiner Freunde aus dem Hüfiger Künstlerkreis und von anderen Verwandten und Freunden und entwickelte seine Fertigkeit als Lithograph, indem er diese Porträts auf Stein übertrug und druckte. Vorlagen großer Meister, wie van Eyck und Albrecht Dürer übertrug er für den Druck auf Stein, erweiterte damit seine Fähigkeiten und fand vielleicht erste Abnehmer für diese Drucke. Die Eröffnung einer eigenen Druckerei in Hüfingen wurde ihm zunächst von der Kreisregierung verwehrt und erst auf Intervention des Fürstenhauses in Donaueschingen genehmigt. Als enger Freund, Verwandter und Kollege von Lucian Reich war Heinemann um 1850 die zentrale Gestalt des Hüfinger Künstlerkreises. Mit Entwürfen von Reich, seines Bruders Joseph Heinemann und von Heinrich Frank begann er das Buchprojekt Hieronymus – Lebensbilder aus der Baar und dem Schwarzwald, entworfen und geschildtert von Lucian Reich, für das er Geldgeber fand, das gedruckt wurde und 1852 erschien. 1855 folgten dann die Wanderblüten und 1856 Die Insel Mainau und der badische Bodensee. Auch verschiedene einzelne Zeichnungen und Entwürfe von Lucian Reich forderten Heinemanns Können als Lithograph heraus. Er arbeitete jedoch auch mit seinem Bruder Joseph und seinem Verwandten Rudolf Gleichauf, mit jedem der malenden und zeichnenden Künstler, zusammen und sorgte durch seine Lithographien für die Vervielfältigung.

## Werk als Fotograf
Johann Nepomuk Heinemann war einer der ersten Photographen im Land in dieser Pionierphase. Auch das Fürstenhaus Fürstenberg in Donaueschingen zählte zu seinen Kunden. Dieses Geschäft blühte in den 1860er Jahren auf und zahlreiche Porträts von Zeitgenossen entstanden in seinem Studio.

## Werk als Holzschnitzer
Nach dem frühen Tod seiner Ehefrau 1871 war das Holzschnitzen Johann Nepomuk Heinemanns späte Liebhaberei. Von ihm stammen Uhrschilder, Stuhllehnen und andere kleine Kostbarkeiten, die noch teilweise im Besitz seiner Nachkommen sind.

## Nachkommen
Eine Nachfahrin von Heinemann ist Hortense von Gelmini.

## Ehrungen
In Hüfingen ist die J.-N.-Heinemann-Straße nach ihm benannt 47° 55′ 31,9″ N, 8° 29′ 5,5″ O.